# Ruhegröße
Ruhegröße (manchmal auch Ruhewert, engl. Bezeichnung: stagnation od. reservoir conditions) ist ein physikalischer Begriff aus der Strömungslehre.
Eine Ruhegröße bezeichnet den Wert, den eine die Strömung beschreibende Zustandsgröße annimmt bzw. annehmen würde, wenn die Strömung ab einem bestimmten, betrachteten Punkt isentrop, also verlustlos, auf die Geschwindigkeit null abgebremst wird bzw. würde. Messtechnisch können Ruhegrößen in Staupunkten oder einem Druckbehälter erfasst werden.
Als Ruhegrößen zählen unter anderem:
- der Ruhedruck
- die Ruhetemperatur
- die Ruheenthalpie
- die Ruhedichte.